# Trigueros de Ciudad Obregón
Los Trigueros de Ciudad Obregón fue un equipo que participó en el Circuito de Baloncesto de la Costa del Pacífico con sede en Ciudad Obregón, Sonora, México.

## Historia
Equipo que juega desde el 2001 en el Circuito de Baloncesto de la Costa del Pacífico, y que es hasta el momento el club más ganador en la nueva etapa del circuito con 3 campeonatos.

## Jugadores

### Roster actual
- Dallas Logan 27 20/8/1983 Detroit, MI Base
- Jaz Cowan 27 11/11/1983 Baltimore, MA Ala-Pívot
- Raúl Navarro 26 08/9/1984 Zacatecas Base
- Hugo Carrillo 26 02/11/1984 Guaymas Ala-Pívot
- Marco Valenzuela 29 04/4/1981 Cd. Obregón Escolta
- Orlando Zúñiga 28 04/9/1981 Guaymas Alero
- Israel Salinas 29 03/10/1981 Cd. Obregón Base
- José Valdez 24 01/6/1986 Cd. Obregón Alero
- Alfonso Colorado 23 01/8/1987 Cd. Obregón Escolta
- Gildardo Ortega 22 08/9/1988 Cd. Obregón Alero
- Humberto Villegas 20 01/8/1990 Cd. Obregón Base
- Daniel Villanueva 20 09/11/1990 Cd. Obregón Ala-Pívot
- Rolando Rivera 19 06/7/1991 Cd. Obregón Base
- Manuel Gutiérrez 25 01/03/1984 Cd. Obregón